# Plaza del Depósito

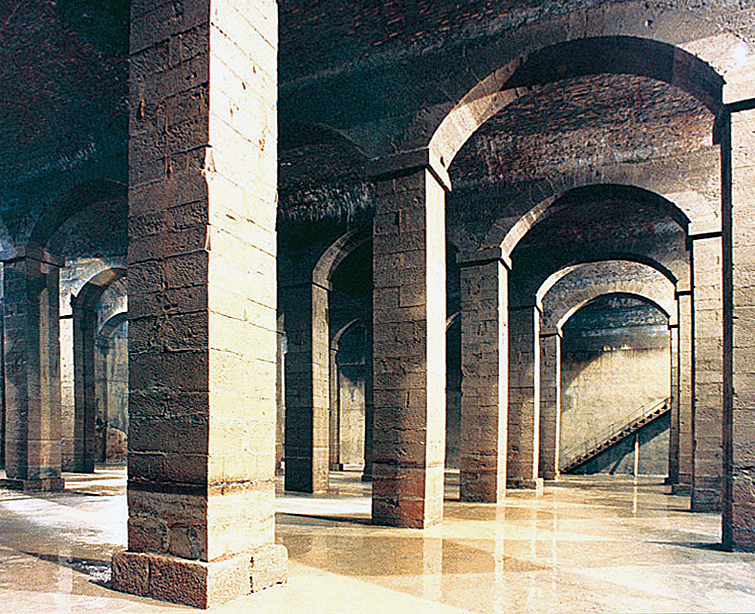
Depósito subterráneo

La plaza del Depósito es una plaza del municipio de Lérida, cuyo depósito subterráneo está protegido como bien cultural de interés local.

## Descripción
La plaza dispone de un depósito subterráneo de planta cuadrada formado por 25 pilares que sustentan la bóveda de 5 naves con 35 arcos. El depósito se traduce en el exterior mediante un respirador que sirve también de fuente pública.

## Historia
Los servicios de cloacas y surtidores de agua potable ya estaban planificados e iniciados al llegar el mariscal Luis de Blondel de Drouhot a Lérida. En 1785 habían comenzado las obras de excavación para la construcción de este depósito en el Llano de los Gramáticos, que por esta razón se denomina de aquí en adelante el Llano del Agua, el cual por primera vez surtió todas las fuentes de la ciudad. Tomaba el agua del Glacial de Vallvalent. Bajo la dirección personal del mariscal se construyó el depósito que supuso la aparición de varias fuentes.